# Union Nordique
De Union Nordique was een in Brussel gevestigde vereniging zonder winstoogmerk met als doel congressen en tentoonstellingen te organiseren om de handel tussen de staten van de Conventie van Oslo te bevorderen. Voorzitter van de Union Nordique was de Antwerpse burgemeester en tevens voorzitter van het Belgisch parlement Camille Huysmans en prins Karel van Zweden werd beschermheer. In het erecomité zaten de Nederlandse ministers Deckers en Gelissen, de Belgische minister van Buitenlandse Zaken Paul Henri Spaak, een Deense en een Noorse minister en twee Zweedse ministers. Directeur van de vereniging was de in Nederland wonende Duitser Fritz Mucke.